# Love 4 Life-galan
Love 4 Life-galan är ett årligt evenemang för att uppmärksamma hiv och aids i Sverige och drivs av stiftelsen World Aids Day Galan. Förlagan World Aids Day-galan grundades 2007 av Peter Englund och fick sitt nya namn 2015 för att kunna arbeta mer aktivt under hela kalenderåret med olika projekt som stödjer stiftelsen. Galan går av stapeln runt den av FN instiftade World Aids Dagen 1 december.
Hederspris har delats ut sedan 2012 av stiftelsen World Aids Day Galan till en person som har gjort stora insatser för kampen mot hiv och aids i Sverige.

## Historia
2015 hade galan sin premiär i Eric Ericssonhallen i Stockholm med konferenciererna Sofia Wistam och Pernilla Wahlgren. Under kvällen medverkade bland andra Sanna Nielsen, Molly Pettersson Hammar, Rickard Söderberg, Monica Törnell, Andreas Lundstedt, Peter Hallström, Anton Ewald, Ann Westin/Camilla Isaksson, Dragshow Diamond Dogs och delar av svenska RENT-ensemblen.

### L4L-låt till förmån för stiftelsen
2015: Love 4 Life. Artist: Rickard Söderberg. Musik: Susie Päivärinta och Nestor Geli. Text: Peter Englund. "Produktion:" Charles Elmi

### Hederspristagare
2015: Andreas Lundstedt

### Förmånstagare
2015: Crane/Erikshjälpen - som arbetar för hiv/aids-drabbade barn i Uganda.